# Geschiedenis van Luxemburg
De geschiedenis van Luxemburg kan men laten beginnen met de wisseling van de heerser in 963. De moderne geschiedenis begon in 1815, toen Luxemburg een groothertogdom werd in de Duitse Bond. In het gevolg van de Belgische Revolutie werd het in 1839 gedeeld, zodat het westelijke (vooral Franstalige) deel bij België kwam. Na de ontbinding van de Duitse Bond werd het Groothertogdom onafhankelijk, maar tot 1890 was de Nederlandse koning nog wel groothertog. 

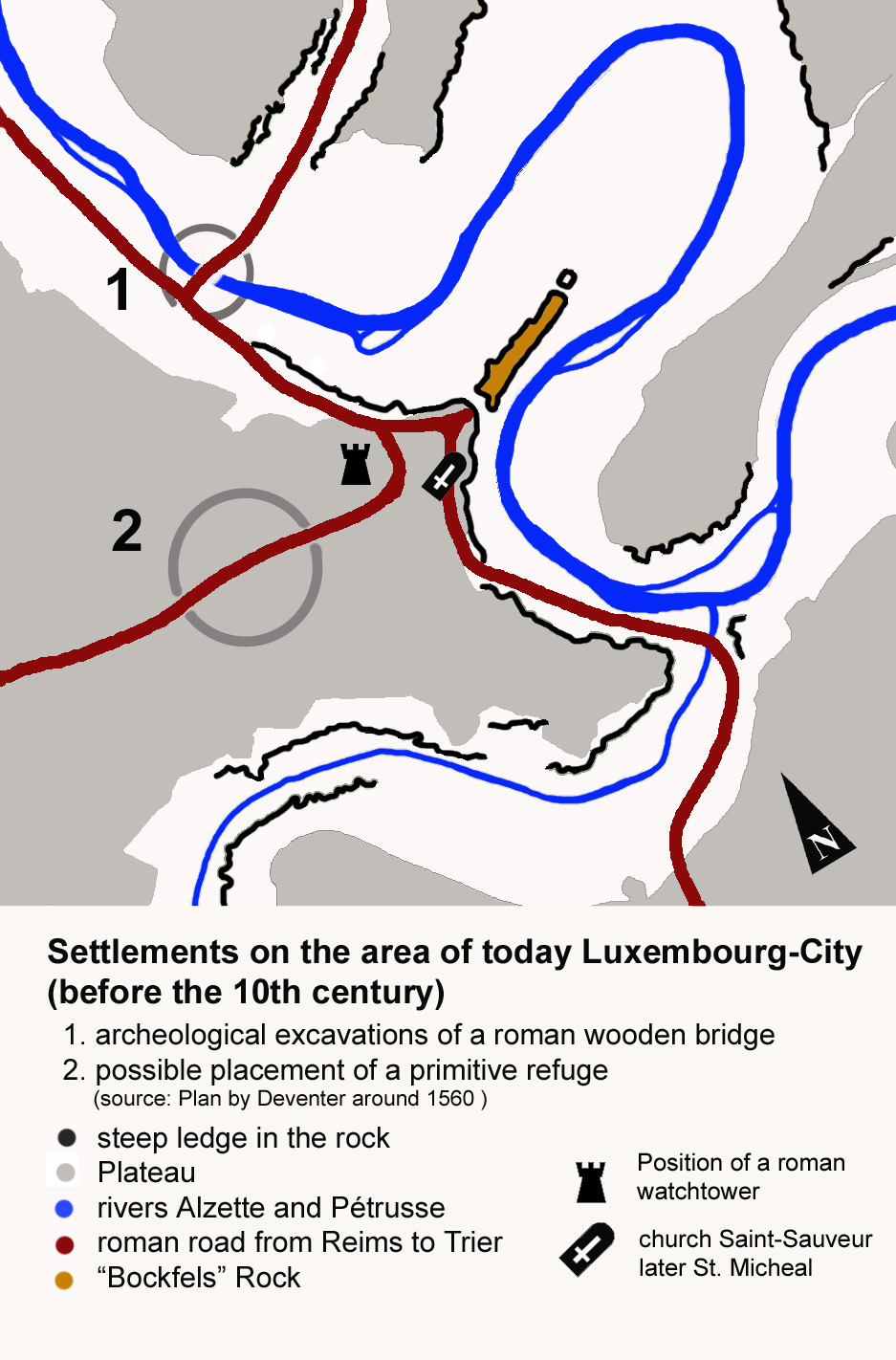
Romeinse opgravingen in Luxemburg

## Romeins
Tijdens het Romeinse tijdperk bestond er een houten brug over de Alzette, alsook een grote wachttoren die uitkeek over de verbindingsweg tussen de twee belangrijkste steden van Belgica: Reims en Trier. De Romeinse plaatsnaam van Luxemburg is onbekend.

## Graafschap
In 963 wisselt een Ardense graaf Siegfried grond uit met de Trierse Sint-Maximinusabdij. Siegfried bouwt zijn vesting op een oud Romeins kamp, Lucilinburhuc, dat kleine burcht betekent.
Naarmate de jaren verstreken, groeide het kasteel uit tot een sterke vesting.

## Hertogdom
Graaf Karel van Luxemburg, die ook keizer van het Heilige Roomse Rijk was, verhief in 1354 het graafschap Luxemburg tot hertogdom. Deze keizer Karel IV schenkt de hertogskroon aan zijn halfbroer Wenceslas I. In 1364 bereikt het hertogdom Luxemburg zijn grootste oppervlak (10.000 vierkante km) in de geschiedenis met de aanhechting van het uitgestrekt graafschap Chiny. Dit romaanstalig graafschap was in handen van de graven van Loon, en was omwille van de afstand tot Borgloon moeilijk bestuurbaar. Het graafschap Chiny werd al lang met begerige ogen bekeken door het hertogdom Bouillon, stroomafwaarts de Semois en in handen van de Luikse prins-bisschop, en door het hertogdom Luxemburg, stroomopwaarts de Semois. Luxemburg haalt het in 1364 en wordt alzo gemengd tweetalig: Luxemburgs-Duits (bvb stad Luxemburg en stad Aarlen) en Lotharings-Frans (bvb stad Chiny en stad Yvois).
Luxemburg raakt in 1437 in de Bourgondische statenbond opgenomen door met militaire pressie ondersteunde aanspraken van de Bourgondiërs op Luxemburg. In 1443 wordt Filips de Goede hertog van Luxemburg. In 1546 laat Keizer Karel V de meest zuidelijke stad van het hertogdom, Yvois, versterken tegen Franse invallen. Door keizer Karel V wordt Luxemburg in 1547 definitief opgenomen in de Nederlanden, door het regelen van de erfopvolging via de Pragmatieke Sanctie.
Tijdens de Tachtigjarige Oorlog blijft Luxemburg op de achtergrond. Door de afstand van de andere Nederlanden, en door de omstandigheid dat Luxemburg door het prinsbisdom Luik afgescheiden was van de andere Nederlanden, had het een eigen identiteitsbesef en was het in zichzelf gekeerd. Bovendien wist de stadhouder Ernst van Mansfeld in dit gewest goed de orde te bewaren. Luxemburg sloot zich daarom niet aan bij de Pacificatie van Gent of de Unie van Brussel die daar uit voort vloeide. Evenmin voelde het de behoefte om zich aan te sluiten bij de Unie van Atrecht, hoewel het loyaal bleef aan Filips II van Spanje. Alexander Farnese, hertog van Parma, startte zijn heroveringstocht vanuit Luxemburg. Zo kwam het hertogdom Luxemburg bij de Zuidelijke Nederlanden. In 1659, door het verdrag van de Pyreneeën, moet Luxemburg de zuidelijk gelegen steden afstaan aan de Franse kroon: (het volledig verwoeste) Yvois van het oude graafschap Chiny, alsook Thionville van het oude graafschap Luxemburg.
Na de Spaanse Successieoorlog kwam Luxemburg, tezamen met de rest van de Zuidelijke Nederlanden in 1715 onder de Oostenrijkse Habsburgers, die sedertdien ook hertog van Luxemburg waren. Luxemburg werd tot de Zuidelijke Nederlanden gerekend, het viel onder de jurisdictie van de Grote Raad van Mechelen, maar deed in 1790 als enige Zuid-Nederlandse staat niet mee aan de oprichting van de VNS (Verenigde Nederlandse Staten).

## Frans departement
Na de Franse revolutie, bij de annexatie van de Zuidelijke Nederlanden en de westelijke Rijnoever, werd Luxemburg in de Franse eenheidsstaat opgenomen als het departement van de Wouden (of Forêts). Er was enig machteloos militair verzet, o.a. de Klüppelkrieg.
Met de val van Napoleon brak in 1815 een nieuw hoofdstuk aan voor Luxemburg.

## Groothertogdom in de Duitse Bond 1815-1866
Door de grootmachten werd de kaart van Europa grondig hertekend op het Congres van Wenen. Willem I lobbyde voor een vereniging van Noord-Nederland, Zuid-Nederland en delen van het Rijnland. Dit laatste faalde, maar Luxemburg werd wel toegewezen aan Willem. Het werd opgewaardeerd tot groothertogdom en maakte deel uit van de Duitse Bond. Het koninkrijk Pruisen vroeg aan Willem hiervoor wel een prijs: gans het oostelijk deel van het oude hertogdom Luxemburg werd aangehecht aan Pruisen (bvb stad Bitburg); bovendien eiste Pruisen een militaire aanwezigheid van zichzelf in de citadel van Luxemburg-stad. Willem schakelde Luxemburg in in zijn Verenigd Koninkrijk der Nederlanden..
Met de Belgische Revolutie van 1830 werd Luxemburg-stad gehouden door een Pruisisch garnizoen dat loyaal bleef aan de Nederlandse koning. De rest van het land integreerde in de Belgische instellingen, hoewel het daarmee weinig affiniteit had.
Willem was in 1839 ten slotte genoodzaakt de Belgische onafhankelijkheid te accepteren en de door Groot-Brittannië opgelegde regeling te aanvaarden. Buiten de oostelijke helft van Limburg behield hij ook de oostelijke helft van Luxemburg. De nieuwe Belgische staat wilde onder geen beding afstand doen van het westelijke, Franstalige, deel van Luxemburg, waarop ook de Duitse Bond aanspraak maakte. Als compensatie werd daarom de oostelijke helft van de provincie Limburg aan de Duitse Bond afgestaan, als een nieuw hertogdom, met de koning van Nederland als hertog. De westelijke helft van het Groothertogdom Luxemburg werd een Belgische provincie. De Belgische geschiedenis beschrijft dit als een teruggave van het oostelijk deel; de Luxemburgse geschiedenis spreekt van het verlies van het westelijke deel. Deze derde deling van Luxemburg verliep grotendeels volgens de taalgrens tussen Waals (Frans) en Luxemburgs (Duits), hoewel om strategische reden besloten werd dat Aarlen en omgeving of Areler Land, die destijds Luxemburgstalig waren (tot begin 20ste eeuw), ook bij België kwamen. Het groothertogdom Luxemburg bereikte hiermee zijn huidige omvang: 2.586 vierkante km.
Luxemburg werd een onafhankelijke staat binnen de Duitse Bond bij het eerste Verdrag van Londen in 1839, hoewel de Nederlandse koning er groothertog bleef.
In 1842 sloot Luxemburg een tolunie, de Zollverein, met Pruisen.

## Na de Duitse Bond
Luxemburg werd definitief een onafhankelijke staat bij de opheffing van de Duitse Bond in 1867. De Luxemburgse kwestie leidde in 1867 bijna tot een oorlog over Luxemburg tussen Frankrijk en Pruisen. Het Tweede Verdrag van Londen erkende Luxemburg als een onafhankelijke, neutrale staat onder het huis van Oranje-Nassau.
In 1870 werd het bisdom Luxemburg opgericht, als afsplitsing van het Pruisische bisdom Trier; Belgisch-Luxemburg hoorde daar niet bij. Dit bisdom vormt op zich een kerkprovincie en werd in 1988 een aartsbisdom.
De tolunie zou na de eenwording van Duitsland in 1871 worden voortgezet en pas na de Eerste Wereldoorlog, in 1918, worden opgezegd.
De situatie veranderde met de dood van koning Willem III in 1890. Terwijl deze in Nederland werd opgevolgd door koningin Wilhelmina, dus in strijd met de bepalingen van 1783 in verband met de erfopvolging in het Huis Nassau, zoals geregeld in de Erneuerte Nassauische Erbverein, deden de Luxemburgers een beroep op de Salische Wet, en kozen zo een andere groothertog, uit een andere tak van de Nassau familie, Adolf. Hiermee kwam er een eind aan de personele unie tussen Nederland en Luxemburg.
Nu de beide landen gescheiden waren, wijzigde Willem IV van Luxemburg, die enkel dochters had, op 11 juli 1907 de grondwet, om zijn dochter Maria Adelheid de troon te kunnen schenken.
Het tot dan toe straatarme, verpauperde en zuiver agrarische Luxemburg wordt eind 19e eeuw welvarend dankzij de opleving van de ijzerindustrie. Dankzij het omstreeks 1870 uitgevonden Thomas-procedé werd het namelijk mogelijk om uit het fosforrijke Luxemburgse ijzererts goed staal te fabriceren. De nieuwe industrie werd grotendeels gefinancierd met Duits kapitaal.
Terwijl het relatief overbevolkte Luxemburg in de tweede helft van de 19e eeuw bijna een kwart van zijn bevolking was kwijtgeraakt door emigratie (voornamelijk naar Frankrijk en de Verenigde Staten), wordt het land nu een immigratieland (vooral veel Italiaanse immigranten).

## Periode groothertogin Charlotte (1919-1964)
Luxemburg zocht toenadering tot België en sloot in 1921 de Belgisch-Luxemburgse Economische Unie, de BLEU, die de kern zou zijn van de Benelux in 1944.

### Tweede Wereldoorlog
De Duitsers bezetten Luxemburg op 10 mei 1940 en lijfden het land vrijwel onmiddellijk in bij Duitsland. De regering en groothertogin Charlotte vluchtten. Dat leidde tot veel tegenstand en in 1942 tot een algemene staking, de tweede na Nederland in bezet Europa. De Duitsers sloegen hard terug, en zonden onder meer ruim 400 Luxemburgers naar Dachau, en ook naar andere kampen, in totaal bijna 4000. Ruim 11.000 mannen werden onder dwang in het leger ingelijfd. De 3500 Luxemburgse Joden werden vrijwel geheel gedeporteerd en in totaal werd ongeveer 71% van hen vermoord. Het land werd bevrijd op 10 september 1944 door de Amerikanen, maar leed daarna nog zwaar onder de Slag om de Ardennen. Na de bevrijding bezette het Luxemburgse leger tot 1946 een klein gedeelte van de omgeving van Trier, wat daarna werd overgedragen aan Frankrijk.

### Vanaf 1945
Luxemburg was ook een van de stichtende leden van de NAVO en de Europese Gemeenschap voor Kolen en Staal (EGKS), de voorloper van de Europese Unie. Het kleine land, dat altijd al economisch gericht was geweest op de grote buurlanden, werd nu een van de meest Europees gezinde landen. In 1952 werd het Europese Hof van Justitie in Luxemburg gevestigd.

## Periode groothertog Jan (1964-2000)
Na een regeerperiode van vijfenveertig jaar trad groothertogin Charlotte af ten gunste van haar oudste zoon Jan.
In het kader van de Europese Unie werd in 1966 het Akkoord van Luxemburg getekend. Een ander verdrag werd hier getekend in 1970. Het Schengenverdrag werd in 1985 in Luxemburg gesloten. In de jaren '80 en '90 leverde Luxemburg twee voorzitters van de Europese Commissie, Gaston Thorn (1981-1985) en Jacques Santer (1995-1999). Van de 45% buitenlanders onder de Luxemburgse bevolking is ca. 80% burger van een andere EU-lidstaat.

## Periode groothertog Hendrik
Op 7 oktober 2000 deed Jan troonsafstand ten voordele van zijn oudste zoon Henri.
In 2002 trad het land in de Eurozone. Economisch ontwikkelde Luxemburg zich tot een centrum van de financiële dienstverlening (anno 2016 goed voor zo'n 30% van het bruto binnenlands product).
Opnieuw werd er een Luxemburger voorzitter van de Europese Commissie, Jean-Claude Juncker van 2014 tot 2019. In 2014 kwam LuxLeaks aan het licht, een belastingontwijkingschandaal.